# Reprezentacja Niemiec U-20 w piłce nożnej kobiet
Reprezentacja Niemiec U-20 w piłce nożnej kobiet – zespół piłkarek nożnych do lat 20, reprezentujący Niemcy w meczach i sportowych imprezach międzynarodowych, powoływany przez selekcjonera, w którym mogą występować wyłącznie zawodniczki posiadające obywatelstwo niemieckie. Za jej funkcjonowanie odpowiedzialny jest Niemiecki Związek Piłki Nożnej (DFB).
Największymi sukcesami reprezentacji jest 3-krotne zdobycie złotych medali na mistrzostwach świata (2004, 2010, 2014).

## Udział w turniejach międzynarodowych

### Mistrzostwa świata
Pierwsze dwa turnieje Mistrzostw świata do lat 20 były w kategorii U-19. W 2005 roku Niemiecki Związek Piłki Nożnej postanowił zmienić limit wiekowy z zespołu U-19 na U-20. Dotychczas kobiecej reprezentacji Niemiec do lat 20 zawsze (9 razy) udawało się awansować do finałów mistrzostw świata w tej kategorii wiekowej. 3 razy zdobywała tytuł mistrza (rekord). Eliminacje do tego turnieju w strefie europejskiej odbywają się poprzez mistrzostwa Europy w każdym parzystym roku.
| Rok   | Runda       | M  | W  | R | P | GZ  | GS | RG  |
| ----- | ----------- | -- | -- | - | - | --- | -- | --- |
| 2002  | 3.miejsce   | 6  | 3  | 1 | 2 | 9   | 8  | +1  |
| 2004  | mistrz      | 6  | 4  | 2 | 0 | 19  | 5  | +12 |
| 2006  | ćwierćfinał | 4  | 2  | 0 | 2 | 16  | 7  | +9  |
| 2008  | 3.miejsce   | 6  | 4  | 0 | 2 | 16  | 9  | +7  |
| 2010  | mistrz      | 6  | 6  | 0 | 0 | 20  | 5  | +15 |
| 2012  | wicemistrz  | 6  | 5  | 0 | 1 | 15  | 1  | +14 |
| 2014  | mistrz      | 6  | 5  | 1 | 0 | 17  | 7  | +7  |
| 2016  | ćwierćfinał | 4  | 3  | 0 | 1 | 8   | 2  | +6  |
| 2018  | ćwierćfinał | 4  | 3  | 0 | 1 | 7   | 5  | +2  |
| Razem | 9/9         | 48 | 35 | 4 | 9 | 127 | 49 | +78 |